# Ruben Pols
Ruben Pols, né le 3 novembre 1994 à Grammont, est un coureur cycliste belge. Champion de Belgique du contre-la-montre espoirs en 2015, il a été professionnel en 2015 et 2016 au sein de l'équipe Sport Vlaanderen-Baloise.

## Biographie
Ruben Pols est membre en 2014 de l'équipe belge Lotto-Belisol U23 avec laquelle il participe à plusieurs épreuves du calendrier UCI Europe Tour 2014. Il se classe notamment 8e de la troisième étape du Triptyque des Monts et Châteaux, épreuve contre-la-montre, 2e du championnat de Belgique du contre-la-montre espoirs, 3e de la première étape du Paris-Arras Tour, un contre-la-montre par équipes, et également 14e du classement général, 15e de l'Internationale Wielertrofee Jong Maar Moedig à Oetingen puis 7e du Grand Prix des Marbriers. Il ensuite sélectionné pour l'épreuve contre-la-montre espoirs du Championnat du monde où il se classe 35e.
À la fin de la saison 2015 il signe un contrat professionnel avec l'équipe Topsport Vlaanderen-Baloise. En manque de résultat après deux années, il n'est pas conservé dans l'effectif. Faute de contrat professionnel, il décide d'arrêter sa carrière de coureur. Ayant terminé ses études d'ingénieur industriel en 2016, il devient ingénieur industriel en électromécanique.

## Palmarès et résultats

### Palmarès par année
- 2012
  - 2e du championnat de Flandre-Orientale du contre-la-montre juniors
- 2013
  - 3e étape du Tour du Brabant flamand
  - 2e du contre-la-montre par équipes de Borlo
  - 2e du Tour du Brabant flamand
- 2014
  - Champion de Flandre-Orientale du contre-la-montre espoirs
  - Test contre-la-montre de Motenaken
  - Course de Belœil
  - 2e du championnat de Belgique du contre-la-montre espoirs
- 2015
  -  Champion de Belgique du contre-la-montre espoirs
  - Champion de Flandre-Orientale du contre-la-montre espoirs
  - 6e du championnat d'Europe du contre-la-montre espoirs

### Classements mondiaux
| Année           | 2014 |
| --------------- | ---- |
| UCI Europe Tour | 870e |